# Eduardo Díez de Medina
Eduardo Díez de Medina (La Paz, Bolivia; 1881 - La Paz, Bolivia; 1955) fue un político boliviano que ocupó el cargo de ministro de Asuntos Exteriores de Bolivia en tres ocasiones: en 1923, 1925 y desde 1937 hasta 1939, durante los gobiernos de los presidentes Bautista Saavedra Mallea, Felipe Segundo Guzmán y Germán Busch Becerra respectivamente.

## Biografía
Eduardo Díez de Medina nació en la ciudad de La Paz el año 1881. Su padre fue Federico Diez de Medina, diplomático y ministro boliviano, y su madre Leticia Lertora. Eduardo Díez de Medina fue el encargado de la firma el 9 de julio de 1925 por parte de Bolivia del tratado Carillo-Díez de Medina junto al representante argentino Horacio Carillo, que puso fin a las disputas fronterizas entre Argentina y Bolivia. 
También negoció con el Secretario de Estado de los Estados Unidos, Frank B. Kellogg, un plan para expropiar en beneficio de Bolivia la ciudad peruana de Arica, perdida frente a Chile en la Guerra del Pacífico. El plan involucraba mediación estadounidense entre el Perú y Chile, pero falló tras el cambio de orientación de la política americana con la elección de Herbert Hoover.  Díez de Medina también firmó con el emisario peruano un tratado el 23 de septiembre de 1902 demarcando la frontera entre ambos estados. Fue además representante de la delegación latinoamericana en la Sociedad de Naciones.
En 1941, Díez de Medina perdió el favor en un clima político jingoísta cuando accedió a ser juzgado por las acusaciones de vender visados bolivianos a 15.000 judíos en Berlín, Varsovia, Kaunas y Estocolmo para escapar del Holocausto. Se encontraron 1000 permisos de inmigración en blanco en Varsovia, Hamburgo, Génova y París.
Eduardo Díez de Medina falleció en la ciudad La Paz el año 1955 a los 74 años de edad.